# Rönnskärshällan
Rönnskärshällan är öar i Finland. De ligger i Bottenviken eller Norra kvarken och i kommunen Nykarleby i den ekonomiska regionen  Jakobstadsregionen i landskapet Österbotten, i den västra delen av landet. Öarna ligger omkring 51 kilometer nordöst om Vasa och omkring 400 kilometer norr om Helsingfors.
Arean för den av öarna koordinaterna pekar på är 0,6 hektar och dess största längd är 160 meter i sydöst-nordvästlig riktning.